# تامی ویکتور
توماس مایکل ویکتور (به انگلیسی: Thomas Michael Victor)(زادهٔ ۱۹۶۱/۱۹۶۲) نوازندهٔ گیتار، خواننده، ترانه‌سرا و تهیه‌کنندهٔ آمریکایی است. او بیشتر به عنوان خواننده و نوازندهٔ گیتار گروه هوی متال پرانگ که در سال ۱۹۸۶ در شهر نیویورک تأسیس کرد، و همچنین به عنوان نوازندهٔ گیتار گروه هوی متال دانزیگ از سال ۱۹۹۶ به‌طور متناوب و از سال ۲۰۰۸ به‌طور تمام وقت شناخته می‌شود.

## زندگی‌نامه

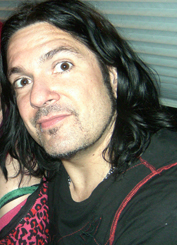
ویکتور در اتوبوس تور با گروه مینستری در سال ۲۰۰۸

در اواخر دههٔ ۱۹۸۰، ویکتور به عنوان مهندس صدا در کلوپ موسیقی CBGB در شهر نیویورک کار می‌کرد. پس از انتشار آلبوم بیداری بی‌ادب در سال ۱۹۹۶، گروه پرانگ منحل شد و ویکتور به لس آنجلس نقل مکان کرد، اما بعداً گروه را احیا کرد تا ضبط‌های جدید پرانگ را منتشر کند. او از پرانگ فاصله گرفت و در طی آن در کنار نوازندگان راک از جمله راب زامبی، مرلین منسون، ترنت رزنور و گلن دانتزیگ کار کرد.
ویکتور همچنین بخشی از ابرگروه هارد راک، هوی متال، هاردکور پانک و پانک راک Teenage Time Killers است.
ویکتور با گروه‌های مینستری و دانزیگ تور اجرا و برنامه ضبط کرده است. او همچنین آواز مهمان برای آلبوم فال گروه سول‌فلای ارائه کرده است. او در آلبوم گمراه شده از ابرگروه Argyle Park مشارکت داشت و ریف اصلی آهنگ رستاخیز را نوشت که بعداً در آهنگ «کنترل‌کننده» پرانگ استفاده کرد.

## تجهیزات
ویکتور از زمان اتحاد مجدد با پرانگ توسط تجهیزات موسیقی آمریکایی گیتار شکتر تأیید شده است و از S-1 و C-1 در اجراهای زندهٔ اولیه استفاده می‌کند. او بعداً شروع به استفاده از گیتار شیطان آنها کرد که پایه و اساس مدل دوم او بود. در سال ۲۰۱۳، اولین مدل امضا شدهٔ او بر اساس سری جدید Banshee منتشر شد، اما با بدنه و گردن چوب ماهون، تخته چوب آبنوس، پیکاپ EMG و اینله‌های سفارشی. در سال ۲۰۱۵، دومین مدل امضای او بر اساس گیتار سری شیطان و با مشخصاتی مشابه با اولین مدل امضای او، اما با سخت‌افزار نیکل مشکی و یک منبت فرت ۱۲ تک پرونگ معرفی شد.
قبل از استفاده از شکتر، ویکتور به چندین گیتار متکی بود که معروف‌ترین آنها یک Charvel Surfcaster بود. در حوالی انتشار آلبوم بیداری بی‌ادب، و قبل از جدایی از گروه پرانگ، او توسط فرناندز گیتارز تأیید شد و از هر دو مدل Vertigo و Deuce WS استفاده کرد.

## سبک نوازندگی
ویکتور به‌ویژه برای گیتار ریتم دقیق و تکنوازی‌اش، اما به‌ویژه برای استفاده از خم‌های دوبل و به اصطلاح «هارمونی‌های مصنوعی» شهرت دارد. ویکتور Gang of Four را به عنوان تأثیری برای گروه دوم ذکر کرد.